# SKF (azienda)
SKF è una azienda svedese fondata nel 1907 operante nel settore di cuscinetti volventi, tenute, meccatronica, servizi e sistemi di lubrificazione. Il nome è composto dalle iniziali di "Svenska Kullagerfabriken" ("fabbrica svedese di cuscinetti").

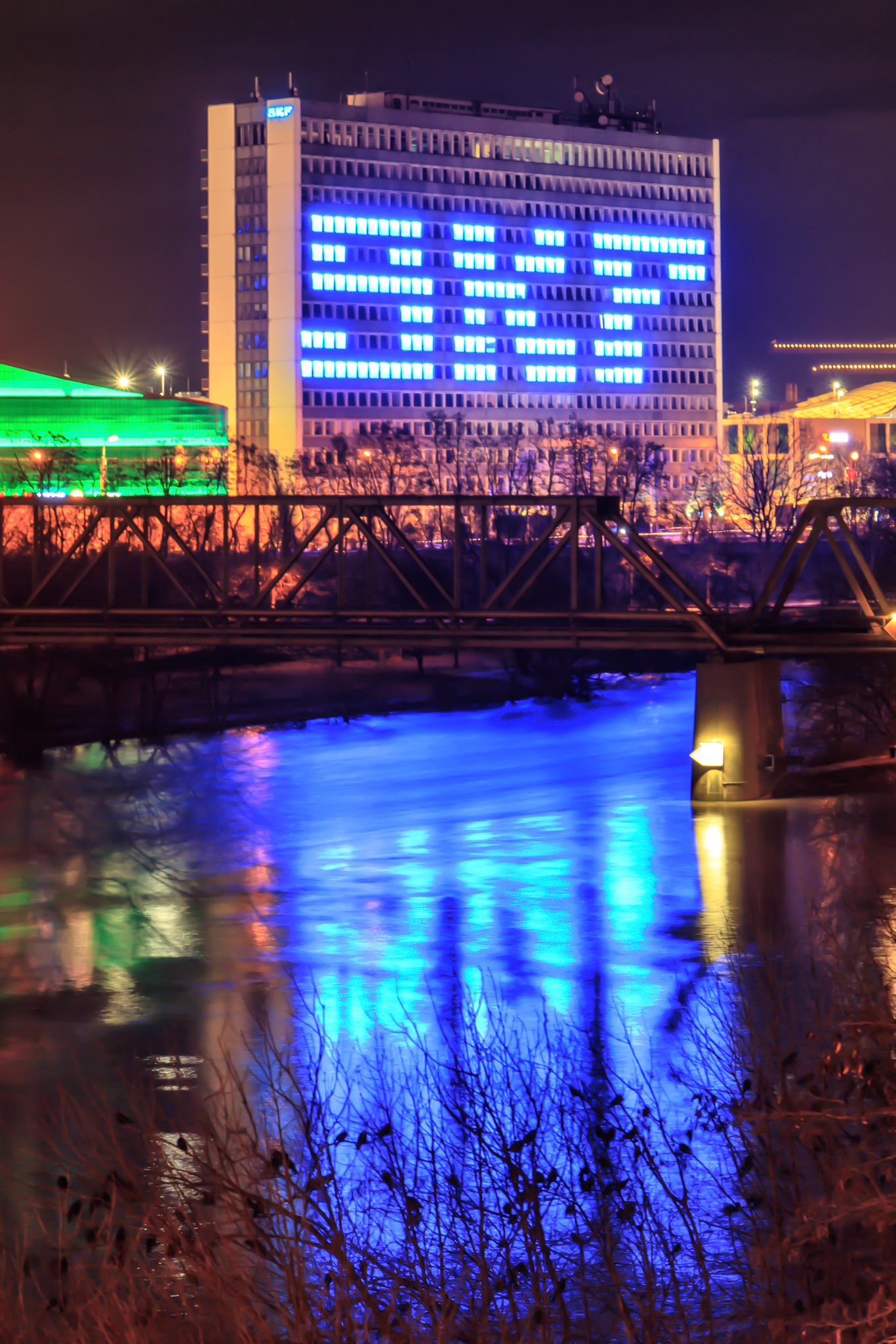
SKF, Schweinfurt, 2012

Il gruppo SKF è oggi uno dei maggiori fornitori a livello mondiale di prodotti, soluzioni e servizi nel proprio settore, possedendo circa 110 stabilimenti produttivi nel mondo ed essendo presente con proprie società di vendita in 70 paesi.

## Storia
Nel 1907 l'ingegnere svedese Sven Wingquist inventa e brevetta i cuscinetti a sfere orientabili. Per commercializzare la sua creazione fonda nello stesso anno a Göteborg la SKF.
Nel 1911 la SKF registra il marchio "Volvo" (dal latino "volvere", rotolare, con ovvio riferimento ai cuscinetti di rotolamento) con l'intenzione di usarlo per una serie speciale di cuscinetti a sfere, ma l'idea verrà presto abbandonata. Il marchio resta inutilizzato per diversi anni fino a che, nel 1927, viene ripreso da due ex dipendenti per fondare la nota azienda di automobili, la quale è inizialmente sussidiaria di SKF.
La sede del reparto ricerche è a Houten, vicino ad Utrecht.